# Heinrich Eichstädt
Heinrich S. Eichstädt (* 27. November 1823 in Fraustadt; † 23. April 1905 in Trebnitz) war ein deutscher Schachkomponist.

## Leben
Eichstädt war der Sohn eines Wirtschaftsinspektors. Er besuchte das Gymnasium in Bromberg und arbeitete anschließend in mehreren deutschen (heute teilweise polnischen) Städten als Lehrer und Hauslehrer.

## Schachkomposition
|   | a | b | c | d | e | f | g | h |   |
| 8 |   |   |   |   |   |   |   |   | 8 |
| 7 |   |   |   |   |   |   |   |   | 7 |
| 6 |   |   |   |   |   |   |   |   | 6 |
| 5 |   |   |   |   |   |   |   |   | 5 |
| 4 |   |   |   |   |   |   |   |   | 4 |
| 3 |   |   |   |   |   |   |   |   | 3 |
| 2 |   |   |   |   |   |   |   |   | 2 |
| 1 |   |   |   |   |   |   |   |   | 1 |
|   | a | b | c | d | e | f | g | h |   |

Eichstädt komponierte zwar nur 78 Schachaufgaben, gilt jedoch als einer der Pioniere des modernen Schachproblems, da er nach anfänglichen Mansuben vor allem Ideen- und Kombinationsprobleme verfasste. Er wird so als ein Vorläufer der neudeutschen Schule gezählt. Ein Beispiel dafür ist die Aufgabe im Diagramm: Der Hauptplan 1. Ld4+ Kxd4 2. Te6 scheitert noch an der Blockade von e4 durch den weißen Springer. Nach 1. Sd3+ Kxe4 2. Sc5+ Ke5 ist der Springer beseitigt und nach 3. Ld4+ Kxd4 4. Te6 ist das Matt durch 5. Te4 unvermeidbar.